# Schizachyrium salzmannii
Schizachyrium salzmannii là một loài thực vật có hoa trong họ Hòa thảo. Loài này được (Trin. ex Steud.) Nash miêu tả khoa học đầu tiên năm 1912.